# Segusino
Segusino is een gemeente in de Italiaanse provincie Treviso (regio Veneto) en telt 2062 inwoners (31-12-2004). De oppervlakte bedraagt 18,1 km², de bevolkingsdichtheid is 114 inwoners per km².
De volgende frazioni maken deel uit van de gemeente: Stramare, Milies.

## Demografie
Segusino telt ongeveer 815 huishoudens. Het aantal inwoners daalde in de periode 1991-2001 met 1,9% volgens cijfers uit de tienjaarlijkse volkstellingen van ISTAT.
| Jaar | Inwoneraantal |
| ---- | ------------- |
| 1991 | 2019          |
| 2001 | 1980          |

## Geografie
De gemeente ligt op ongeveer 230 m boven zeeniveau.
Segusino grenst aan de volgende gemeenten: Alano di Piave (BL), Quero (BL), Valdobbiadene, Vas (BL).